# Chapelle Notre-Dame des Marches
La chapelle Notre-Dame des Marches est une chapelle située dans la commune fribourgeoise de Broc en Suisse.

## Histoire
Le nom « Marches » viendrait de « marais ». Si une première chapelle est attestée depuis 1705, la chapelle actuelle date de 1705. Elle a été construite par les frères Jean-Jacques, Nicolas et François Ruffieux, tous trois ecclésiastiques de la région.
La chapelle des Marches se fait connaitre hors des frontières paroissiales dans les années 1880 à la suite de deux guérisons miraculeuses. En septembre 1892, un pèlerinage de la tempérance y est organisé. Depuis, il perdure mais rassemble moins de fidèles qu’à ses débuts. En 1945, en raison de la guerre, les malades sont dans l’impossibilité de se rendre à Lourdes ; on institue alors le pèlerinage des malades aux Marches. C’est dans les années 1970 que la baisse de fréquentation du sanctuaire s’amorce. Après les grands rassemblements et les déplacements en trains spéciaux, les pèlerins du XXIe siècle se rendent aux Marches dans une démarche plus individuelle. Les offices restent cependant bien fréquentés.
L'abbé Bovet a composé un chant en patois fribourgeois en l'honneur de Notre-Dame des marches intitulé Nouthra Dona di Maortsè (Notre-Dame des Marches).

## Classement
La chapelle fait partie des biens culturels suisses d'importance nationale.

## Pèlerinage
La chapelle accueille chaque année deux pèlerinages : celui des malades en mai et celui d’automne en septembre. Composée d’une cinquantaine de bénévoles, l’Œuvre des malades, encadrée par un comité, se charge de la préparation et de l’accueil des pèlerins. La partie spirituelle est assurée par un prêtre et des religieuses, responsables de la pastorale.